# ジャレッド・アダムス
ジャレッド・アダムス（Jarred Adams、1996年9月26日 - ）は、メジャーリーグラグビー、ニューオーリンズ・ゴールドに所属するラグビーユニオン選手。

## プロフィール
- ニュージーランドオークランド出身。
- ポジションはプロップ(PR)。
- 身長 186cm、体重 125kg
- U20サモア代表に選ばれたことがある。

## 略歴
オークランドを経て、2019年11月、サンウルブズの2020シーズンスコッドに選ばれた。
2020年、宗像サニックスブルースに加入。
2021年2月20日にジャパンラグビートップリーグ第1節クボタスピアーズ戦に先発出場で日本での公式戦初出場を果たす。
ノースランドを経て、2022年、ニューオーリンズ・ゴールドに加入。 